# Люксембург на пісенному конкурсі Євробачення 1956
Люксембург дебютував на пісенному конкурсі Євробачення 1956, що проходив у місті Лугано, в Швейцарії, 24 травня 1956 року. На конкурсі країну представила французька співачка Мішель Арно, яка виконала дві пісні — "Ne Crois Pas", з якою виступила шостим номером та "Les Amants De Minuit", виступивши під номером 13. Жодна з пісень не посіла перше місце. Коментатором конкурсу від Люксембургу цього року став Жак Навадік (Tele-Luxembourg).
Мішель Арно виступила у супроводі оркестру під керівництвом Жака Лассрі.
Мішель була відібрана телекомпанією Télé-Luxembourg як представник на першому конкурсі «Євробачення».

## Процес відбору
Для процесу відбору, Управління телерадіо мовлення Люксембургу (RTL)  створило спеціальний комітет, відповідальний за вибір двох пісень, які представлятимуть Люксембург на конкурсі. Кількість пісень, надісланих до комітету, невідома. У процесі відбору, комітетом обрано було дві пісні: «Ne crois pas» і «Les amants de minuit».

## Журі від Люксембургу
Люксембург — єдина країна на Євробаченні-1956, члени журі якої не змогли приїхати на конкурс з фінансових причин, тому швейцарському журі було дозволено голосувати від імені делегації Люксембургу. 